# Miles Mentor
El Miles M.16 Mentor fue un avión de entrenamiento y comunicaciones monoplano triplaza monomotor británico de los años 30, construido por Miles Aircraft Limited.

## Diseño y desarrollo
Los orígenes del Mentor se pueden rastrear hasta la emisión de la Especificación 38/37 del Ministerio del Aire, que solicitaba un monoplano de cabina triplaza para ser usado en múltiples tareas, incluyendo entrenamiento instrumental, entrenamiento de radio y trabajos de comunicaciones tanto de día como de noche. Entre los requerimientos solicitados en la especificación, se incluía el uso de un motor De Havilland Gipsy Six, la provisión de controles de vuelo dobles, instrumentación adecuada para el vuelo a ciegas, y puertas a ambos lados de la cabina. Una vez recibida la especificación, Miles optó por producir su propia respuesta, que en su mayor parte derivaba de su anterior Miles M.7 Nighthawk.
Este avión, que recibió el nombre de Mentor, comprendía una construcción en madera por ser más práctica. Estaba equipado con un parabrisas monopieza realizado de Perspex moldeado, que la compañía había usado de forma pionera hacía poco en el Miles Whitney Straight. Según el autor sobre aviación Don Brown, el proceso de diseño del Mentor fue relativamente sencillo, llevando sólo 630 semanas hombre en la oficina de dibujo de Miles.
Para validar el diseño se produjo un único prototipo. El 5 de enero de 1938, este prototipo (matriculado L4392) realizó el primer vuelo del modelo, pilotado por H. Skinner. En comparación con el precedente Nighthawk, se determinó que el prototipo del Mentor poseía inferiores atributos en prestaciones, como el ser algo lento en la respuesta a los controles. A pesar de esta comparación algo desfavorable, la conclusión general extraída de sus pruebas oficiales fue que el avión era satisfactorio para su propósito; por ello, Miles recibió un encargo de 45 aviones por parte de la Real Fuerza Aérea (RAF).

## Historia operacional
Entre abril de 1938 y febrero de 1939, se entregó a la RAF toda la producción del Mentor. El modelo fue volado principalmente por el No. 24 Squadron, mientras que numerosos destacamentos de estación de la RAF también volaron varios Mentor.
Se cree que solamente un único Mentor sobrevivió a la Segunda Guerra Mundial; este avión (matrícula L4420) fue declarado excedente de los requerimientos y por ello fue vendido en el sector civil como G-AHKM en mayo de 1946. El 1 de abril de 1950, el último Mentor resultó destruido en un accidente en Clayhidon, Devon, finalizando por ello todas las operaciones del modelo.

## Operadores
Reino Unido
- Real Fuerza Aérea

## Especificaciones (Mentor)
Referencia datos: Miles Aircraft since 1925

### Características generales
- Tripulación: Dos
- Longitud: 8 m (26,1 ft)
- Envergadura: 10,6 m (34,8 ft)
- Altura: 3 m (9,7 ft)
- Superficie alar: 16,8 m² (180,8 ft²)
- Peso vacío: 897 kg (1977 lb)
- Peso cargado: 1229 kg (2708,7 lb)
- Planta motriz: 1× motor lineal invertido de 6 cilindros refrigerado por aire De Havilland Gipsy Six.
  - Potencia: 150 kW (207 HP; 204 CV)
- Hélices: Bipala de paso fijo

### Rendimiento
- Velocidad máxima operativa (Vno): 251 km/h (156 MPH; 136 kt)
- Techo de vuelo: 4200 m (13 780 ft)
- Régimen de ascenso: 4 m/s (787 ft/min)
- Carga alar: 73 kg/m² (15 lb/ft²)

## Aeronaves relacionadas

### Desarrollos relacionados
- Miles M.7 Nighthawk

### Secuencias de designación
- Secuencia M._ (interna de Miles): ← M.13 - M.14 - M.15 - M.16 - M.17 - M.18 - M.19 →